# CANDY CANDY
《CANDY CANDY》是Kyary Pamyu Pamyu的第2張單曲。2012年4月4日由日本華納音樂發售。該曲的製作人是繼前作中田康貴擔當。分為初回限定盤和通常盤2種形態發售。歌曲後來在2016年被勸世寶貝喵喵翻唱。

## 音樂影片
音樂影片繼續是由「PONPONPON」、「戴上假睫毛」的演出・監督田向潤、美術裝飾増田セバスチャン、髮型師飯島久美子擔當。2012年3月14日在日本華納音樂的官方YouTube網站公開。音樂影片播放次數多達1000万回以上。

## 收錄曲
（全作詞・作曲・編曲：中田康貴）
1. CANDY CANDY
  - 江崎固力果「BREO」CM歌詞
  - 關西電視台・富士電視台系『キャサリン』結尾曲[3]
2. でもでもまだまだ
3. ちょうどいいの（extended mix）

## 備註
1. ↑  .   [2018-05-05]. （原始内容存档于2019-02-15）.
2. ↑  . ナタリー. 2012-03-14  [2012-03-14]. （原始内容存档于2012-05-28） （日语）.
3. ↑  . ORICON STYLE. 2012-03-26  [2012-10-23]. （原始内容存档于2019-09-24）.

## 外部連結
- 日本華納音樂介紹網頁
  - 初回限定盤
  - 通常盤
- YouTube上的きゃりーぱみゅぱみゅ - CANDY CANDY